# Castillo de Santa Olalla del Cala
El castillo de Santa Olalla del Cala es una fortificación situada en el casco urbano de la localidad onubense de Santa Olalla del Cala (Andalucía, España). Sus restos cuentan con la protección de la declaración genérica del Decreto de 22 de abril de 1949, sobre protección de los castillos españoles,
y de la Ley 16/1985, sobre el Patrimonio Histórico Español.
Son, por tanto, Bien de Interés Cultural, con categoría de Monumento.

## Descripción
Con planta alargada e irregular orientada en sentido N-S y una superficie total amurallada de 4610 m², el castillo de Santa Olalla del Cala se asienta sobre el «Cerro del Castillo» en cuya falda existen vestigios de una necrópolis del Bronce. Consta de 10 lienzos y 10 torres, cuatro cúbicas semicirculares y seis de planta poligonal. De estas últimas, tres disponen de cubierta abovedada. El patio de armas dispone de un desnivel superior a 16 metros, descendente de norte a sur.
Su construcción es de muros mixtos con mampostería careada de piedra riolítica del lugar y núcleo de argamasa de abundante cal, ripios y piedra menuda. Los adarves tienen anchura variable entre 1,92 y 2,40 m, conservando parte del parapeto defensivo exterior —con almenado rematado en piramidón— e interior en la zona de la poterna. Algunas torres presentan sillares graníticos en las esquinas, a veces formado una cremallera. 
En la arquitectura mudéjar del castillo de Santa Olalla están presentes rasgos característicos de una raigambre anterior almohade. Sin embargo, como consecuencia del amplio periodo de edificación de sus murallas entre los siglos XIII y XV, otros elementos podrían encuadrarse en el periodo ojival o gótico, como los arcos seudo-apuntados de dovelas graníticas de las entradas. Algunas de las características más revelantes del vasto arraigo cultural son: 
- Fortificación roquera adaptada a la orografía del lugar resultando una geometría poligonal irregular, apoyada directamente sobre la roca.

- Colocación de torres cuadrangulares en los ángulos, macizas y salientes de la cortina defensiva, con plataforma almenada simple o con una dependencia abovedada de entrada angosta, sirviendo de paso entre adarves en el caso de dos torres. Por regla general, en estas torres se utilizan basamentos de nivelación, plataformas que amplían la base de asiento sobre la roca madre.

- Disposición de entrada principal en recodo, situada en la Torre Mayor, y entrada directa o Poterna situada en lugar escarpado y flanqueada por una torre para defender el acceso.

- Sobriedad y simplicidad formal de las torres donde el gusto por la decoración es patente en la incorporación de impostas de ladrillo marcando niveles de suelo o arranques de bóvedas, en los revocos de cal con grafismos imitando sillares o las dovelas en los arcos, en almenados rematados en piramidones con listelos de ladrillo en saledizo o en el uso del alfiz en la fábrica rehundida de la poterna rematada en simple nacela o enmarcando el segundo arco de granito de la Torre Mayor. Sobre el arco de la entrada principal se puede observar un motivo decorativo a modo de hornacina, todo en ladrillo, con arco de herradura y alfiz.

- El uso del ladrillo, igualmente más tardío, en los arcos apuntados de las puertas y las bóvedas de las torres o formando parte de las fábricas de éstas reforzando las esquinas. Las bóvedas son variopintas: de directriz arco apuntado, de cañón ligeramente peraltado y/o rebajado, formando esquifa y de crucería.

Muy probablemente, a partir del siglo XVI hasta mediados del siglo XVIII, cuando se abandona la tenencia de las fortalezas por no haber causa que las justificara, la adecuación a las nuevas armas de fuego supuso en el castillo de Santa Olalla la eliminación de los remates almenados de los lienzos norte y oeste, así como el recrecido de suelo de varias torres.
En su interior, las edificaciones castrenses desaparecieron con el uso funerario, si bien los muros localizados en las campañas arqueológicas se adosaban a la muralla en una crujía paralela a ésta encontrándose, en algún caso, una estrecha galería añadida. El acceso al paseo de ronda se realizaba a través de tres escaleras, dos de ellas adosadas a las murallas norte y sur y una tercera a mitad del lienzo este, próxima a la Torre de Acceso, con un tramo perpendicular al lienzo.

## Historia
El castillo de Santa Olalla del Cala fue mandado construir por Sancho IV el Bravo en 1293, mediante albalá firmado en Toro el 4 de noviembre. Su construcción, coetánea a la del castillo de Cumbres Mayores, supuso la consolidación de una línea defensiva de frontera en las estribaciones occidentales de Sierra Morena, conocida como la Banda Gallega.
Levantado en pleno periodo de revueltas sobre la llamada «cuestión del Algarve», el castillo se refuerza posteriormente en varias ocasiones: en 1386-87 a consecuencia de las invasiones territoriales de las Órdenes Militares por Extremadura y la histórica cuestión fronteriza hispano-lusa; y en 1466-67 ante la inestabilidad política del Reino de Sevilla y la guerra civil castellana de Enrique IV y el infante Alfonso y los constantes ataques de los golfines, malhechores de la Baja Edad Media que deambulaban por la sierra asaltando propiedades y castillos. En 1653 el castillo pasa a ser propiedad de D. Juan Ventura Tirado Leiva, señor del Castillo de las Guardas, quien compra a Felipe IV la villa de Santa Olalla y sus aldeas (El Real de la Jara y El Ronquillo) para convertirlas en señorío. Este será recuperado por el Concejo de Sevilla en 1794 al hijo de aquel mediante expropiación.
Atravesada por la Vía de la Plata -histórica ruta de comunicación norte-sur y de trasiego de minerales, mercancías y ganados- el sitio de Santa Olalla ha representado un hito milenario de asentamiento, de dominio y defensa del territorio, incluso durante la invasión francesa cuando en 1809 ocupa el castillo un Regimiento de la Infantería de Marina para defender esta vía de penetración a Andalucía.
Las diversas campañas arqueológicas realizadas han documentado un periodo de ocupación del cerro donde se asienta el castillo desde el Paleolítico hasta el periodo Alto Imperial romano, de forma continua. Ocupado en la Edad del Bronce (1700-1100 a. C.) destacan también los materiales de la Edad del Hierro I y fundamentalmente del Hierro II que evidencian la existencia de un castro de la Beturia Céltica. Igualmente, están presentes otras culturas como la turdetana, romana, almohade y por supuesto, la cristiana desde el siglo XIII. La disponibilidad de recursos hídricos y la fertilidad de la tierra, la presencia de minerales de hierro y cobre, una orografía dominante y la situación geográfica de Santa Olalla (uno de los pasos naturales de comunicación entre la Meseta y el valle del Guadalquivir) han sido las claves para que el lugar represente hoy día un histórico enclave geoestratégico y un notable yacimiento arqueológico.
Durante el siglo XIX y principios del XX, el castillo se convierte en cementerio municipal ante la falta de otro lugar donde trasladar el carnero de la Iglesia Parroquial Nuestra Señora de la Asunción situada a escasos metros. En 1917 se clausura el Camposanto y el castillo entra en un periodo de abandono y constante expoliación que generará su ruina hasta finales del pasado siglo XX.
A finales del XX, el castillo de Santa Olalla del Cala se arruina definitivamente con el desplome de la Torre X y los paños contiguos de la muralla NE, a consecuencia de las fuertes lluvias y la caída de un rayo sobre dicha torre. Las transformaciones ejercidas en las murallas para el alojo de nichos funerarios en el siglo XIX -a veces en sentido transversal a los núcleos-, las exhumaciones durante casi 40 años desde su clausura como cementerio municipal en 1917, la consecuente colmatación de tierras y escombros a pie de muro y los constantes expolios de materiales -sobre todo en los años de posguerra-, supusieron un estado lamentable de ruina y la preocupación de las autoridades locales y vecinos por más pérdidas irreparables, a finales de la década de 1980.
Por este motivo, entre 1989 y 2002, se llevarán a cabo varias fases de estudios previos arqueológicos y las primeras obras de consolidación y restauración, dirigidas por la arquitecto Dª Inmaculada Jiménez Aguilar, cuyo cometido sería el atajar la ruina.